# Know No Better
Albums de Major Lazer
Peace Is The Mission
(2015)
Singles
Know No Better est un EP des Major Lazer sans le DJ et producteur Diplo.

## Liste des titres[1]
| Titres              | Artiste ayant collaboré                                              | Producteur                               |
| ------------------- | -------------------------------------------------------------------- | ---------------------------------------- |
| 1.Know No better    | Major Lazer, Travis Scott, Camila Cabello, Quavo                     | Diplo, King Henry                        |
| 2.Buscando Huellas  | Major Lazer, J Balvin, Sean Paul                                     | Diplo, Boaz Van De Beatz, Junior Blender |
| 3.Particula         | Major Lazer, Dj maphorisa, Nasty C, Ice Prince, Patoranking, Jidenna | Diplo, Dj Maphorisa Junior Blender       |
| 4.Jump              | Major Lazer, Busy Signal                                             | Diplo, Nonsens                           |
| 5.Sua Cara          | Major Lazer, Anitta, Pabllo Vittar                                   | Diplo, Boaz Van De Beatz                 |
| 6.Front Of The Line | Major Lazer, Machel Montana, Konshens                                | Diplo, Junior Blender                    |